# Sergej Tarasov (cestista)
Sergej Aleksandrovič Tarasov (in russo Сергей Александрович Тарасов?; Mosca, 12 gennaio 1921 – ...) è stato un cestista sovietico.

## Carriera
Con l'Unione Sovietica ha disputato i Campionati europei del 1947.